# Інклінометр

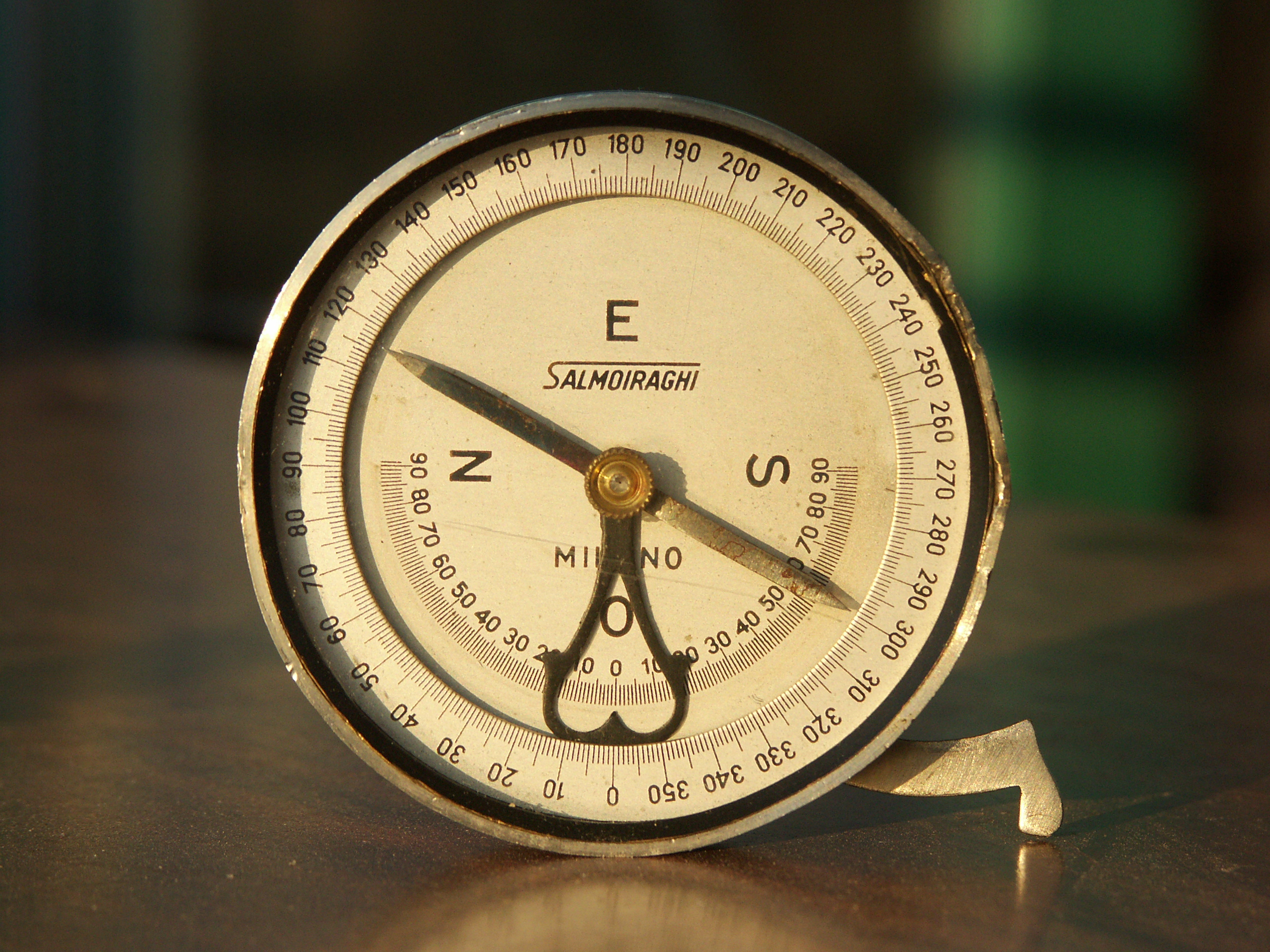

Інкліно́метр (від лат. inclino — «нахиляю» та грец. μέτρον — «міра») — прилад, призначений для вимірювання кута нахилу різних об'єктів відносно гравітаційного поля Землі. Крім власне величини кута нахилу, може вимірюватися його напрямок — азимут.

## Класифікація
За методами вимірювання інклінометри поділяються на дві групи:
1. безпосереднє вимірювання — основані на дії сили тяжіння, геомагнітного поля, гіроскопічного ефекту або на застосуванні телезондування;
2. опосередкованого вимірювання — на використанні методів орієнтування з поверхні, сейсмічних, радіолокаційних, магнітометричних методів тощо.

У залежності від конструкції розрізнюють рідинні, маятникові, магнітні, фотоінклінометри, електромагнітні, гіроскопічні інклінометри.

## Застосування

### Гірництво
У гірництві інклінометр використовують для вимірювання зенітного кута (кута нахилу) та азимута осі бурової свердловини.

### Навігація
У навігації інклінометри застосовуються для вимірювання кутів крену (кренометри) і диференту (диферентометри).

## Інтернет-ресурси
- Inclinometer Blog – General Inclinometer Information
- MEMS inclinometer and technical specifications
- Inclinometers [Архівовано 2019-02-22 у Wayback Machine.]